# Paul Wei
Paul Wei (chiń. 魏保羅; pinyin Wèi Bǎoluó; ur. 1877, zm. 1919) – chiński duchowny zielonoświątkowy, współzałożyciel Prawdziwego Kościoła Jezusa.
Jego prawdziwe imię brzmiało Wei Enbo (魏恩波). Pochodził z prowincji Hebei, z ubogiej rodziny. Zajmował się handlem jedwabiem. Początkowo był członkiem Londyńskiego Towarzystwa Misyjnego w Pekinie, po tym jednak gdy w 1912 roku został wyleczony z ciężkiej choroby przez charyzmatycznego duchownego Xin Shengmina, związał się z ruchem zielonoświątkowym. Otrzymać miał chrzest w Duchu Świętym i dar języków, a w 1917 roku dostąpić objawienia, w którym Duch Święty nakazał mu udzielać chrztu przez całkowite zanurzenie twarzą do dołu, podjąć walkę z szatanem i odrzucić fałszywe doktryny obecne w dotychczasowych kościołach. Po objawieniu przyjął imię Paul i zaczął głosić publicznie o zbliżającym się powtórnym przyjściu Jezusa oraz konieczności święcenia szabatu zamiast niedzieli, pozyskując kilkuset zwolenników. W 1918 roku wspólnie z Zhang Lingshengiem nadał swojej doktrynie ramy formalne, zakładając Prawdziwy Kościół Jezusa. Zmarł rok później. Jego działalność religijną kontynuował syn, Isaac Wei.